# 米爾霍羅德
米尔霍罗德（烏克蘭語：Миргород，羅馬化：Myrhorod，發音：[ˈmɪrɦorod] ⓘ），或按俄语读音译为米尔哥罗德，是乌克兰波尔塔瓦州米爾霍羅德區米尔霍罗德市镇内的城市，为该区及该市镇的行政中心（该市在2020年7月18日前为该州的州辖市，并不在该区的管辖范围内）。该市始建于12世纪-13世纪，城市面積42平方公里，2022年人口数量为37,886人。
該鎮建於12世紀或13世紀，是基輔羅斯的東部邊境堡壘。據傳說，這座堡壘是和平談判的場所，因此得名（字面意思是“和平之城”）。
自1912年以來，米爾霍羅德以其地下礦泉而聞名。

## 友好城市
- 美国 兰道夫（英语：Randolph, Vermont）（1999年）
- 德国 巴尔比（2000年）
- 爱沙尼亚 馬爾杜（2002年）
- 波蘭 茲戈熱萊茨（2007年）
- 保加利亚 上奧里亞霍維察（2013年）
- 拉脫維亞 葉卡布皮爾斯（2014年）
- 乌克兰 兹维亚赫尔（2014年）
- 姆茨赫塔（2015年）
- 乌克兰 赫米利尼克（2015年）
- 乌克兰 奧布希夫（2016年）
- 立陶宛 阿尼克什奇艾（2017年）

## 图集

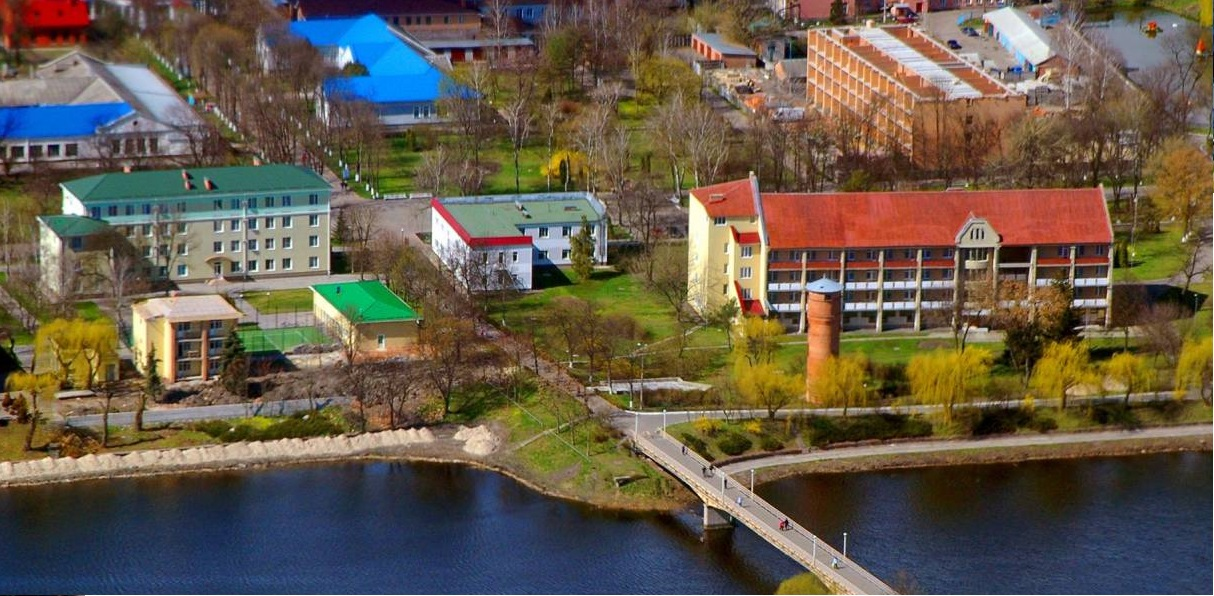
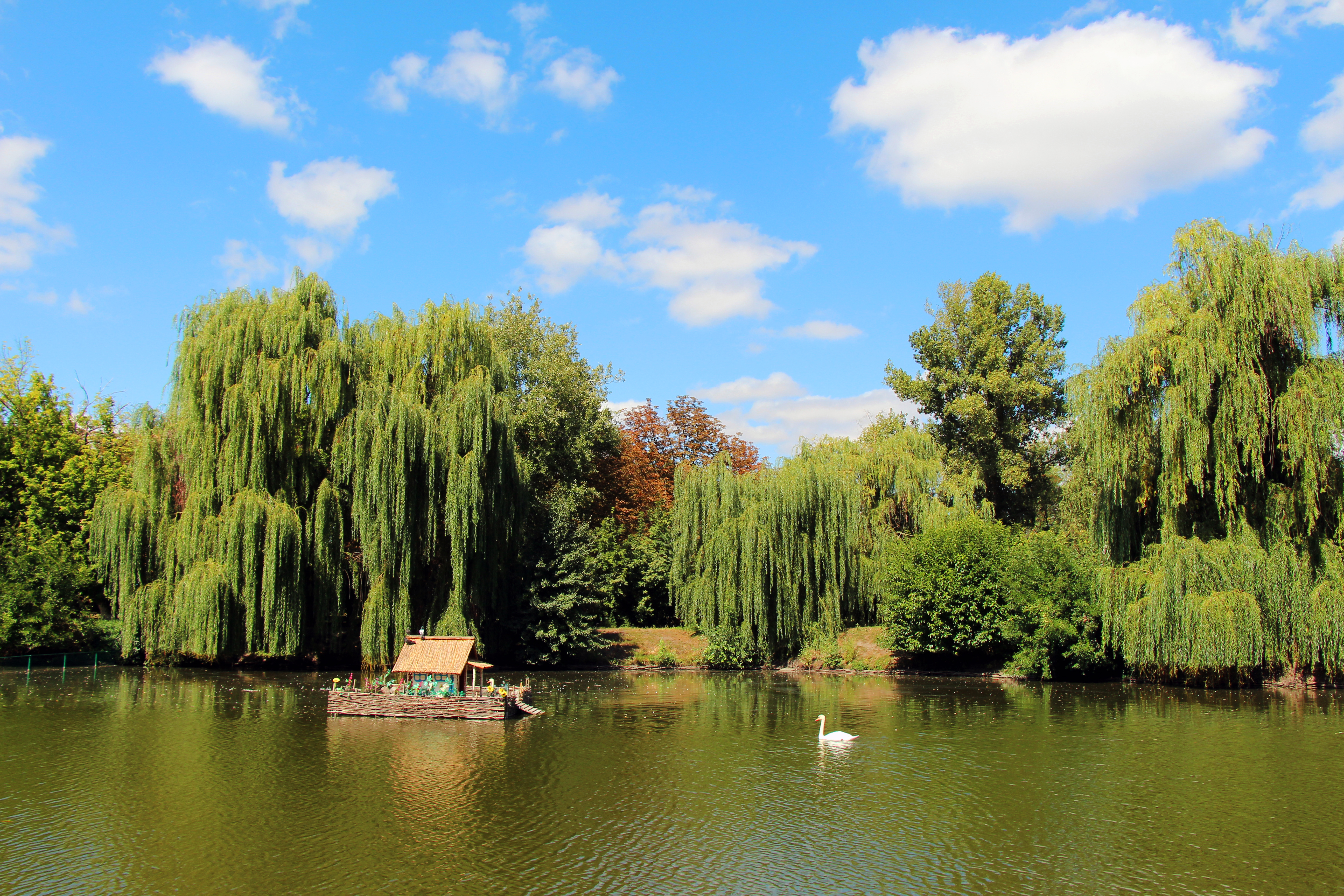
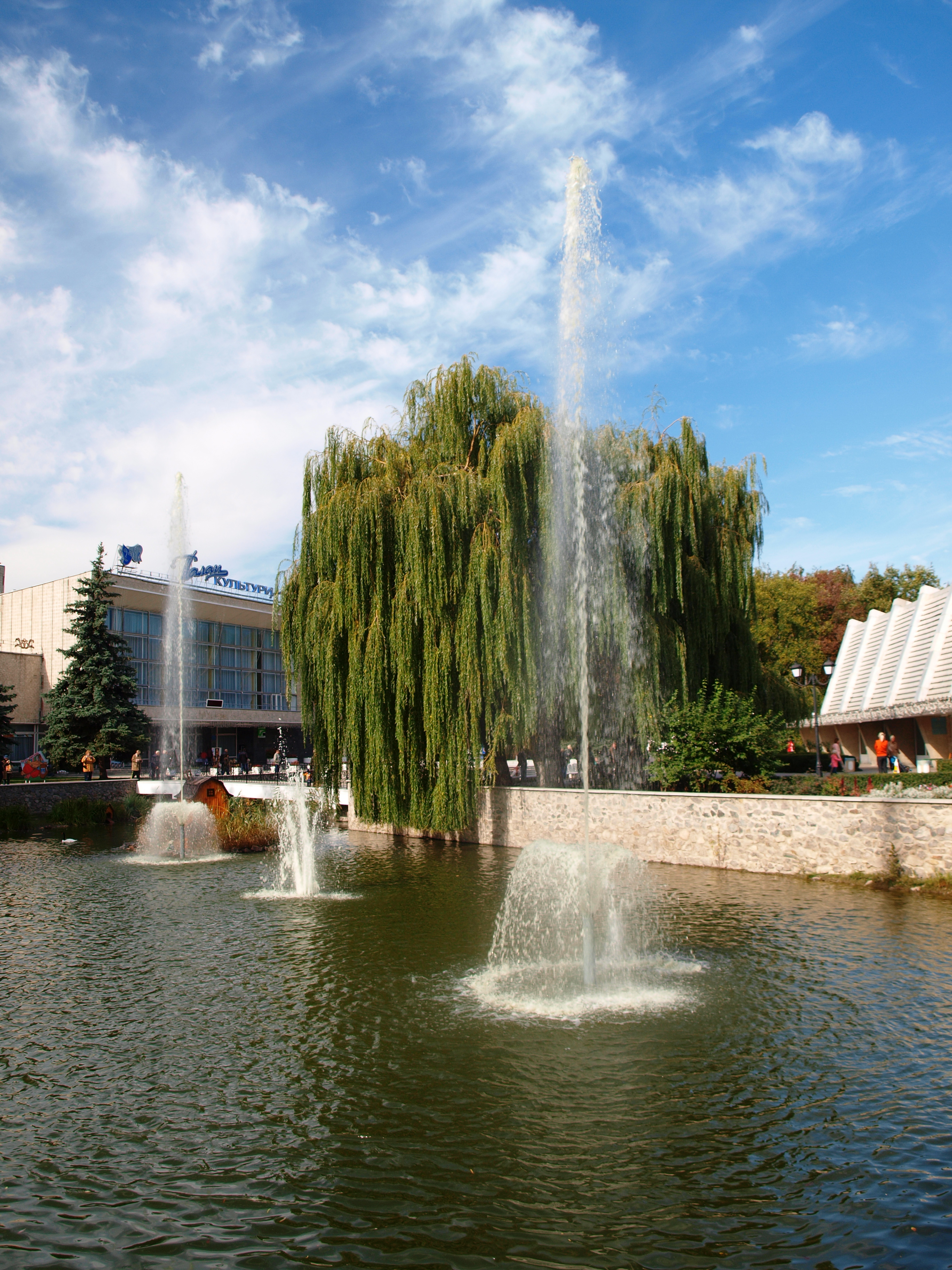
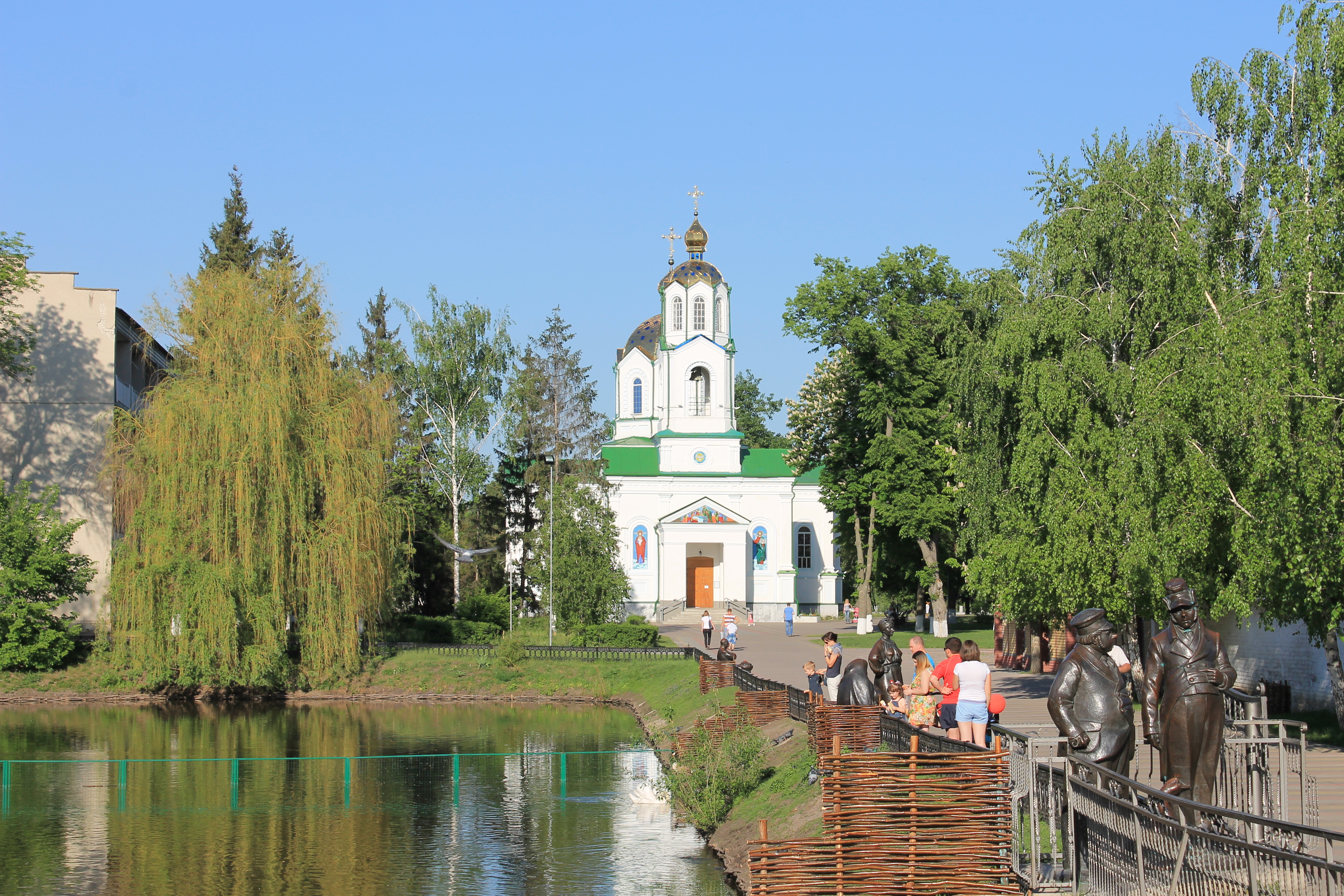
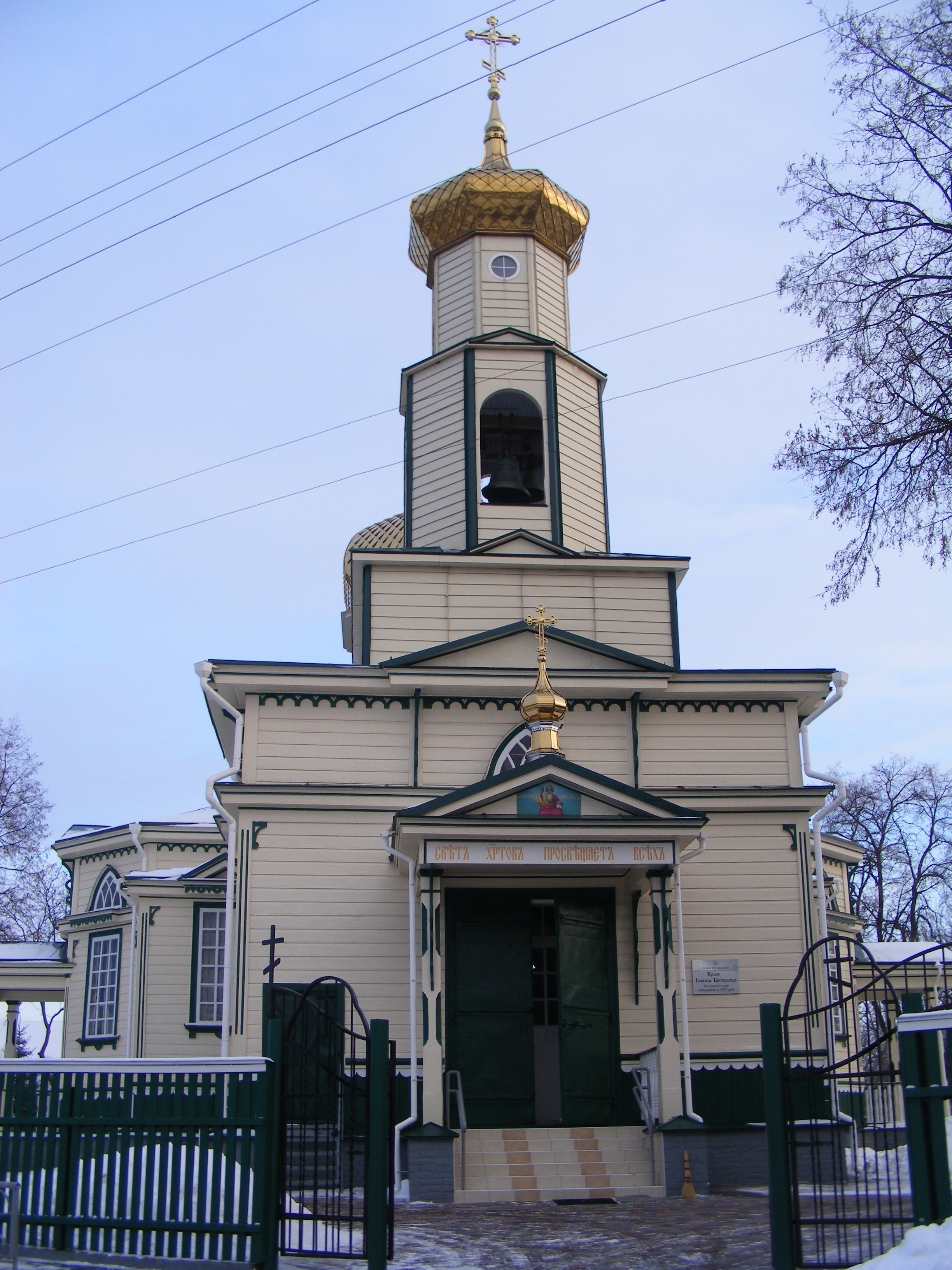
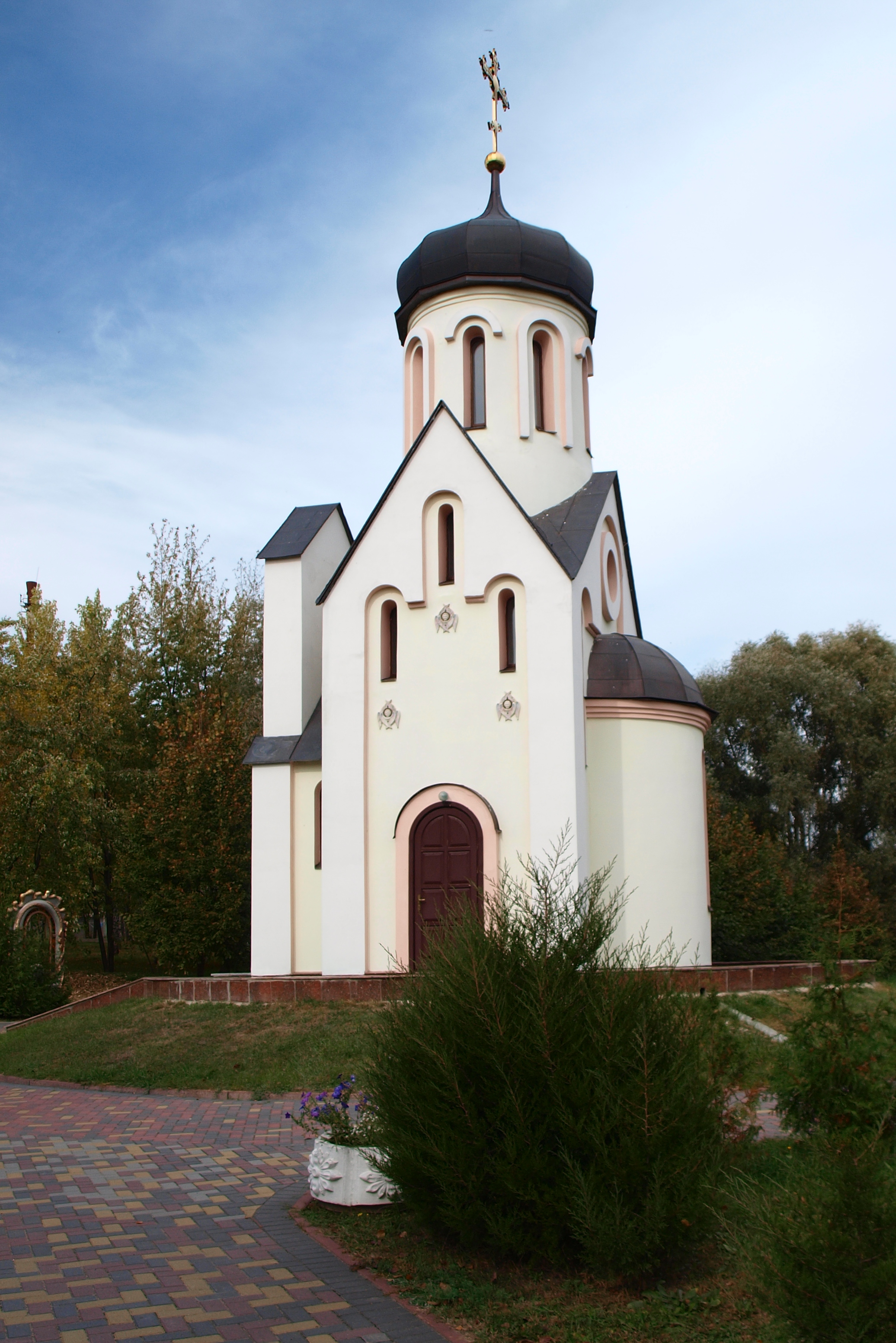
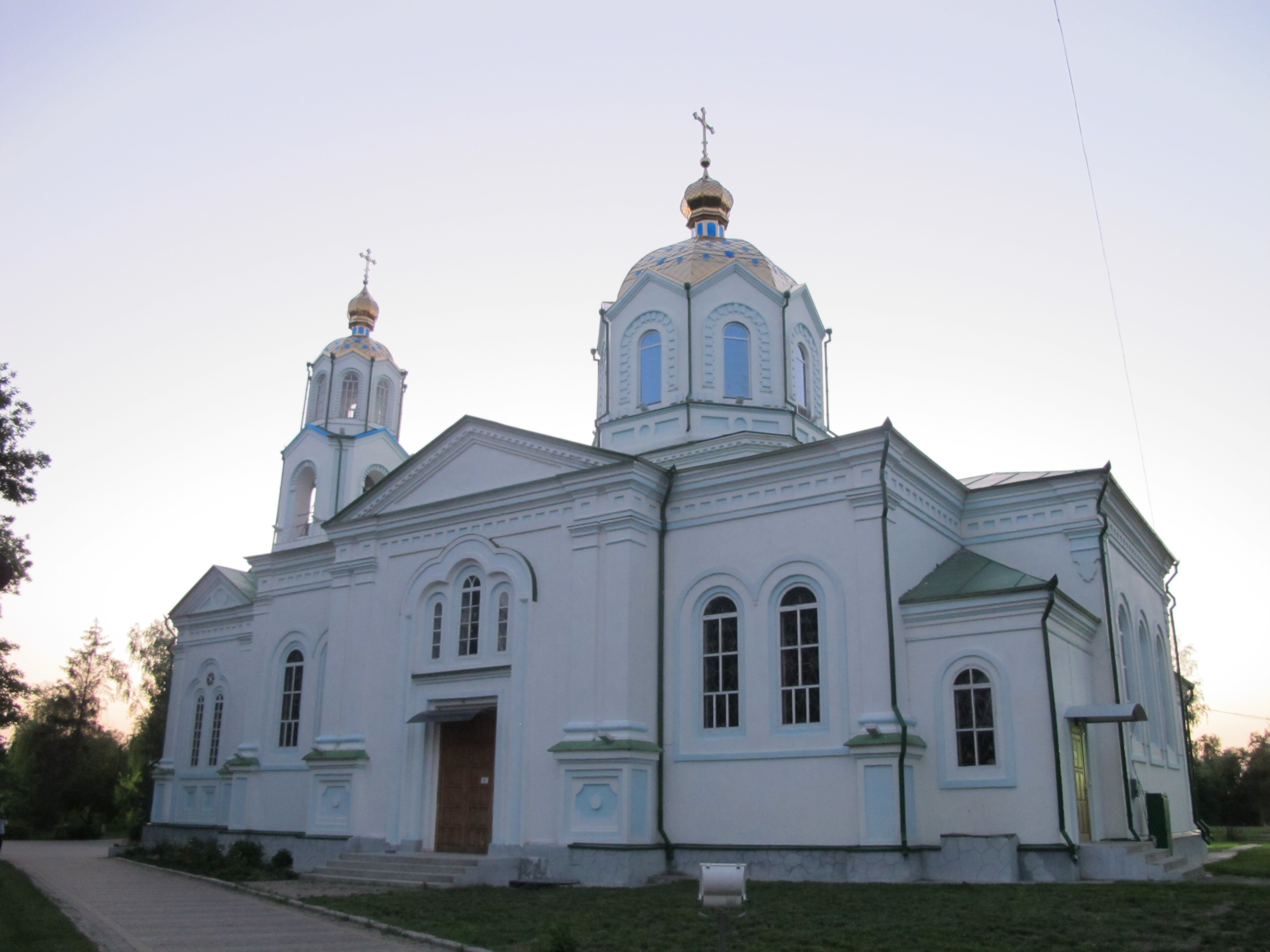
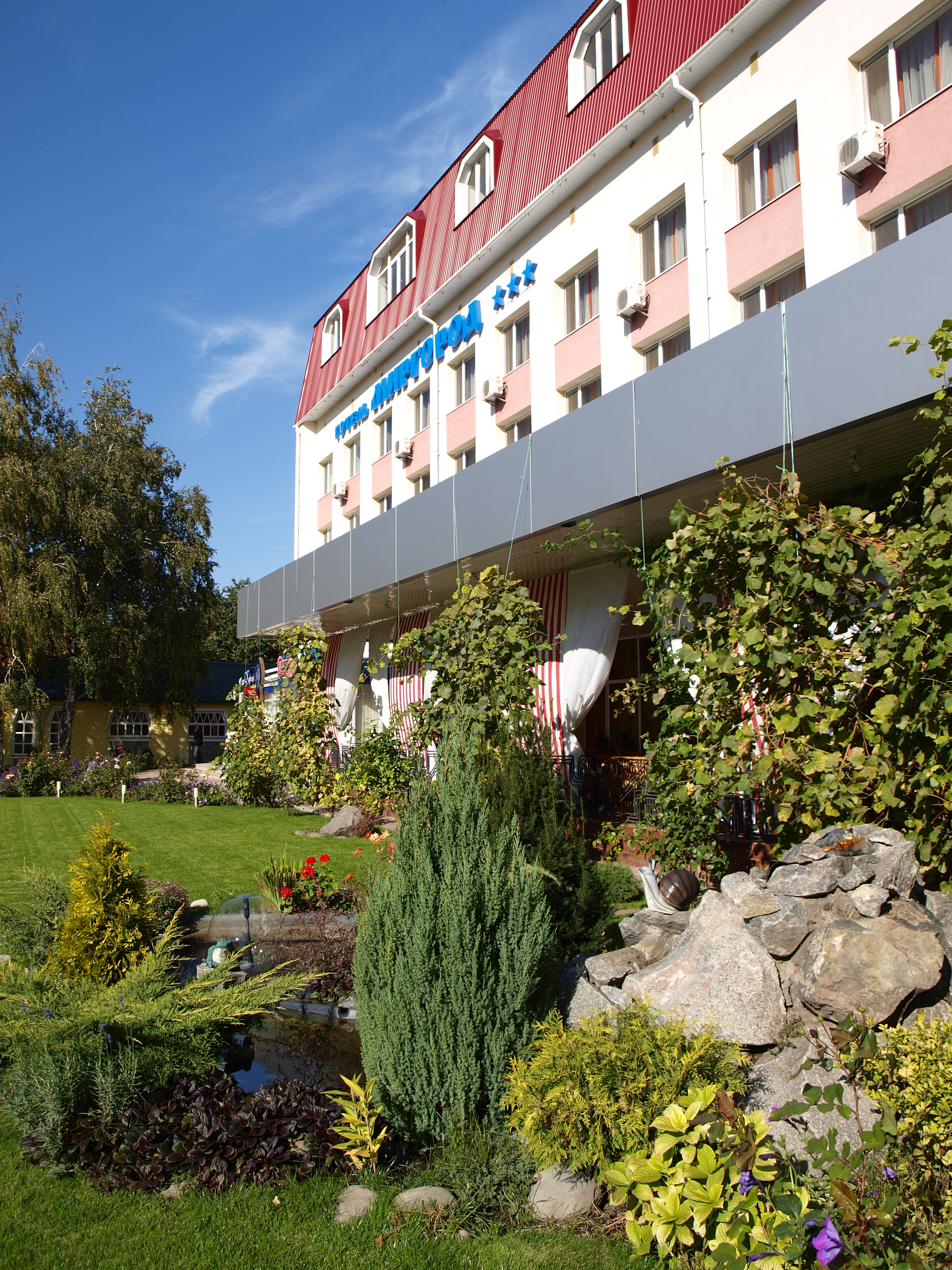
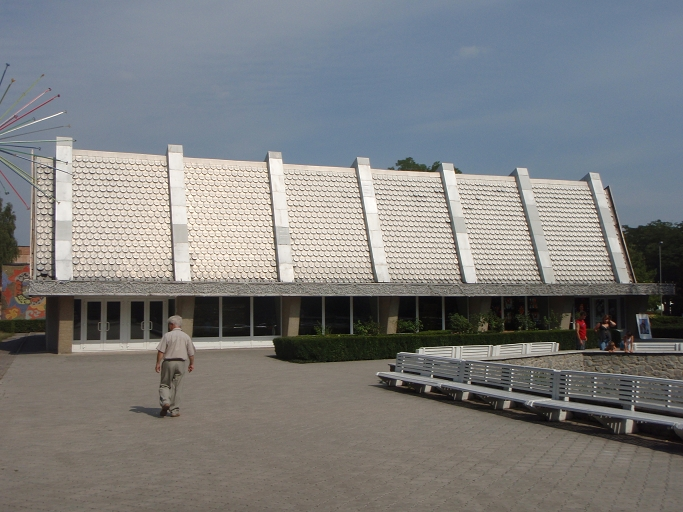
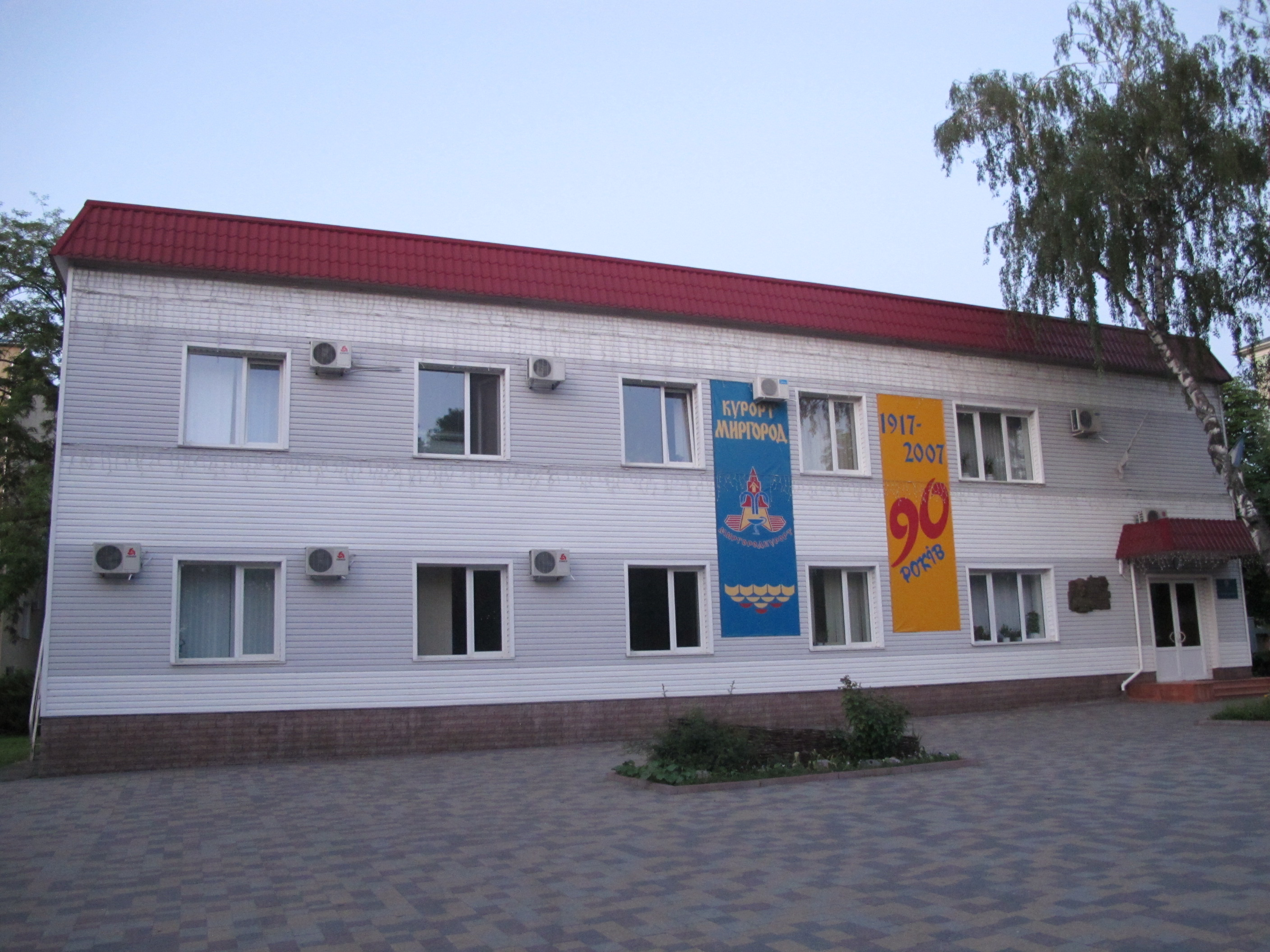
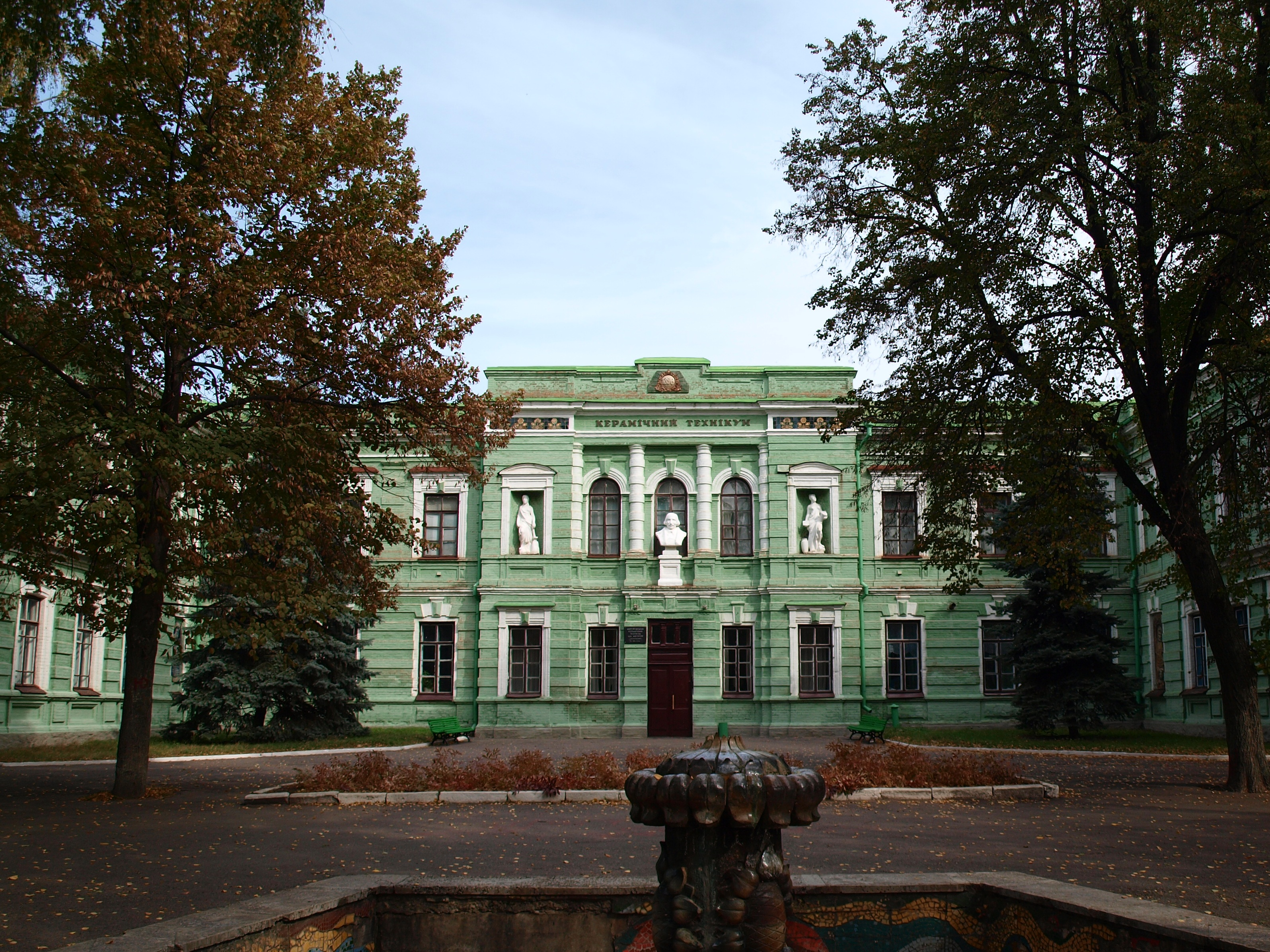
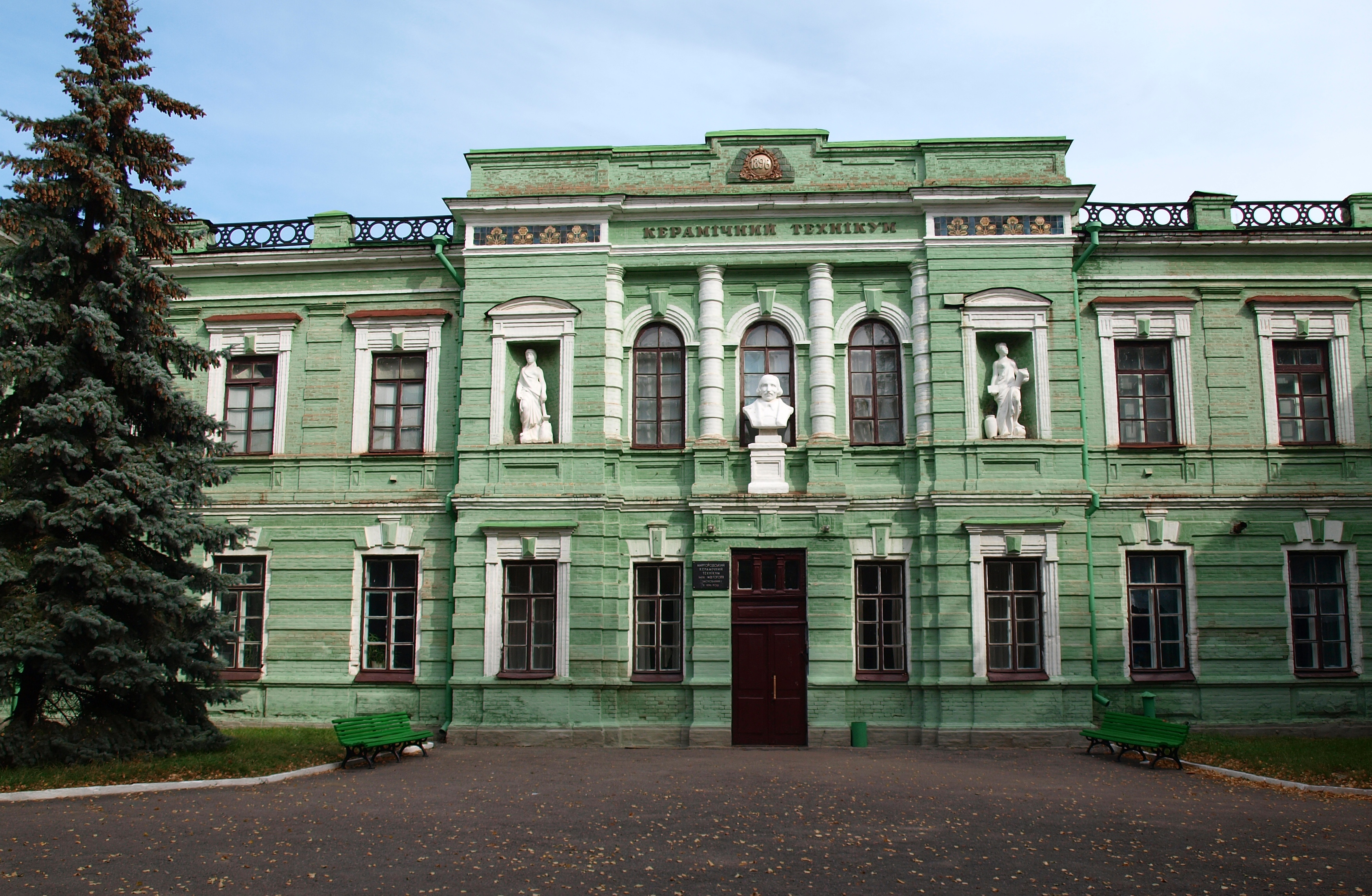
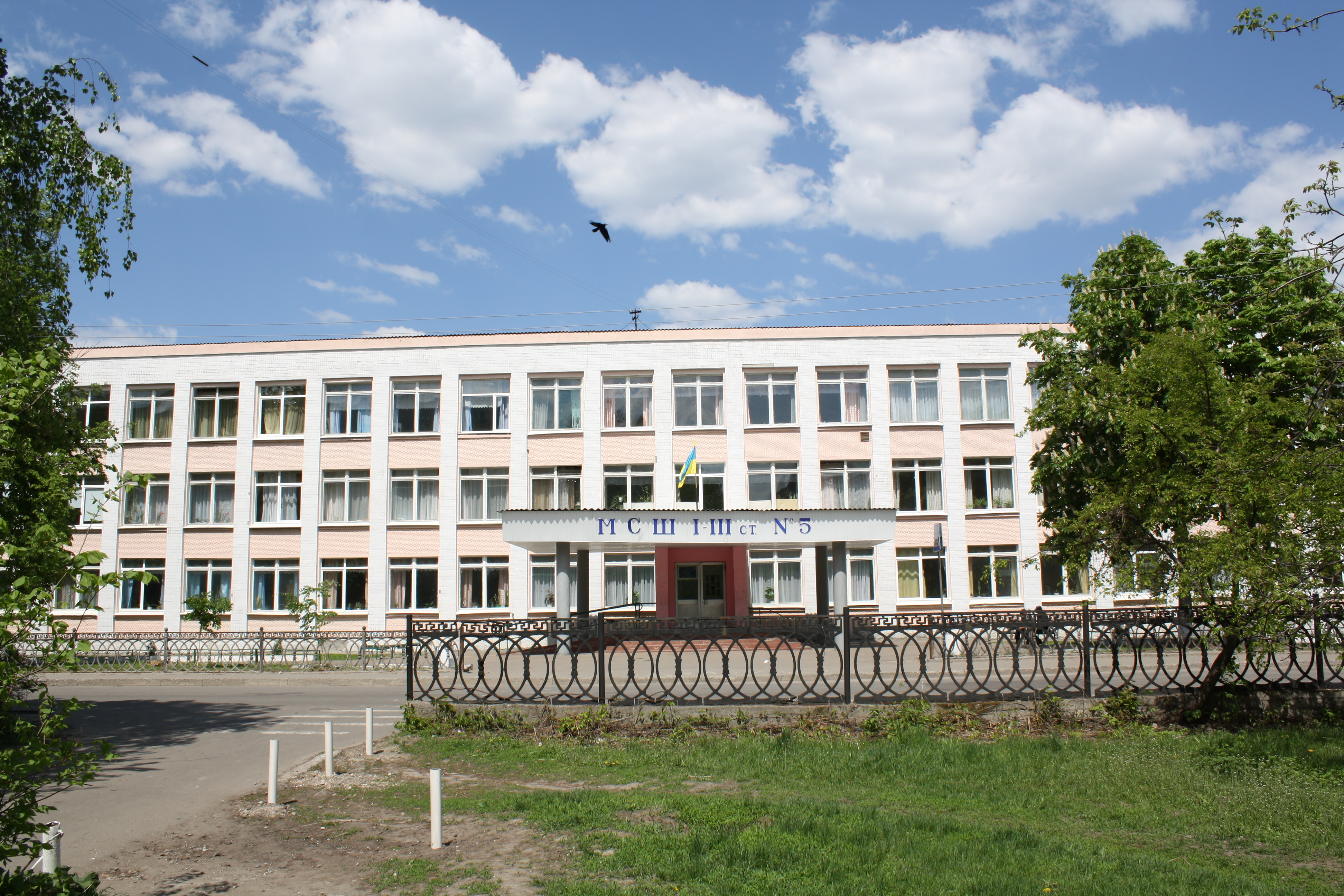
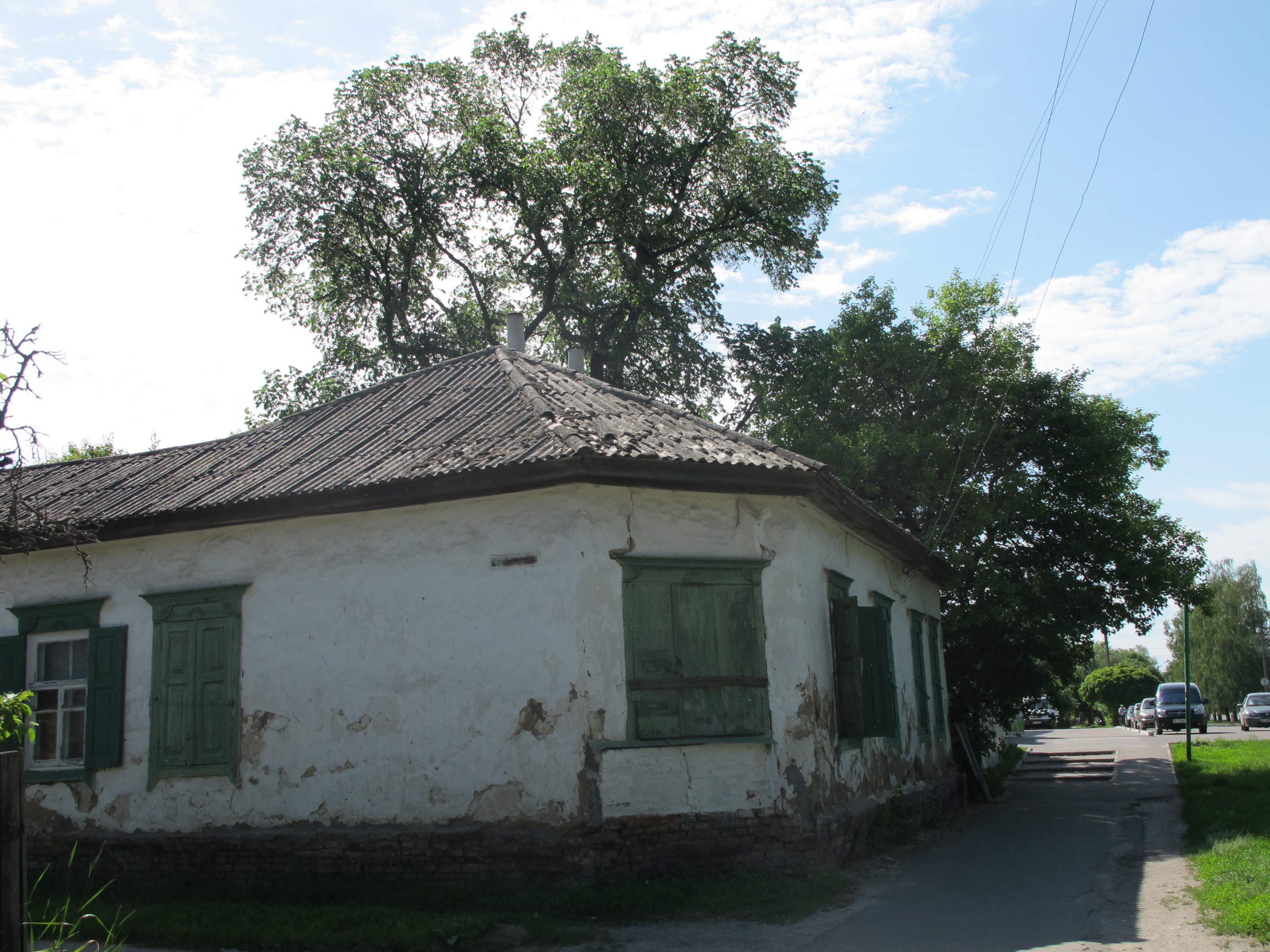
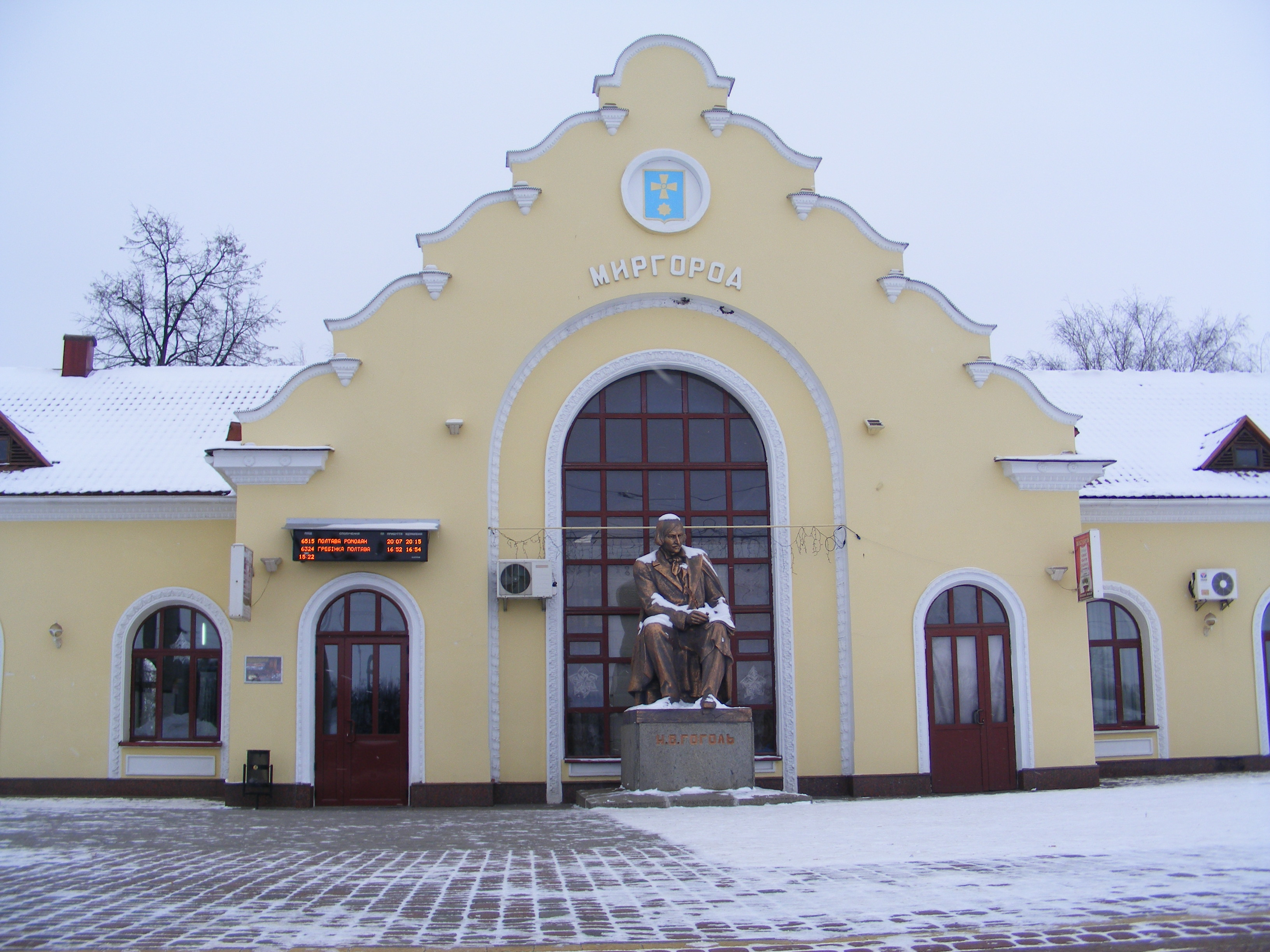
米爾霍羅德車站與入口處的尼古拉·果戈里雕像
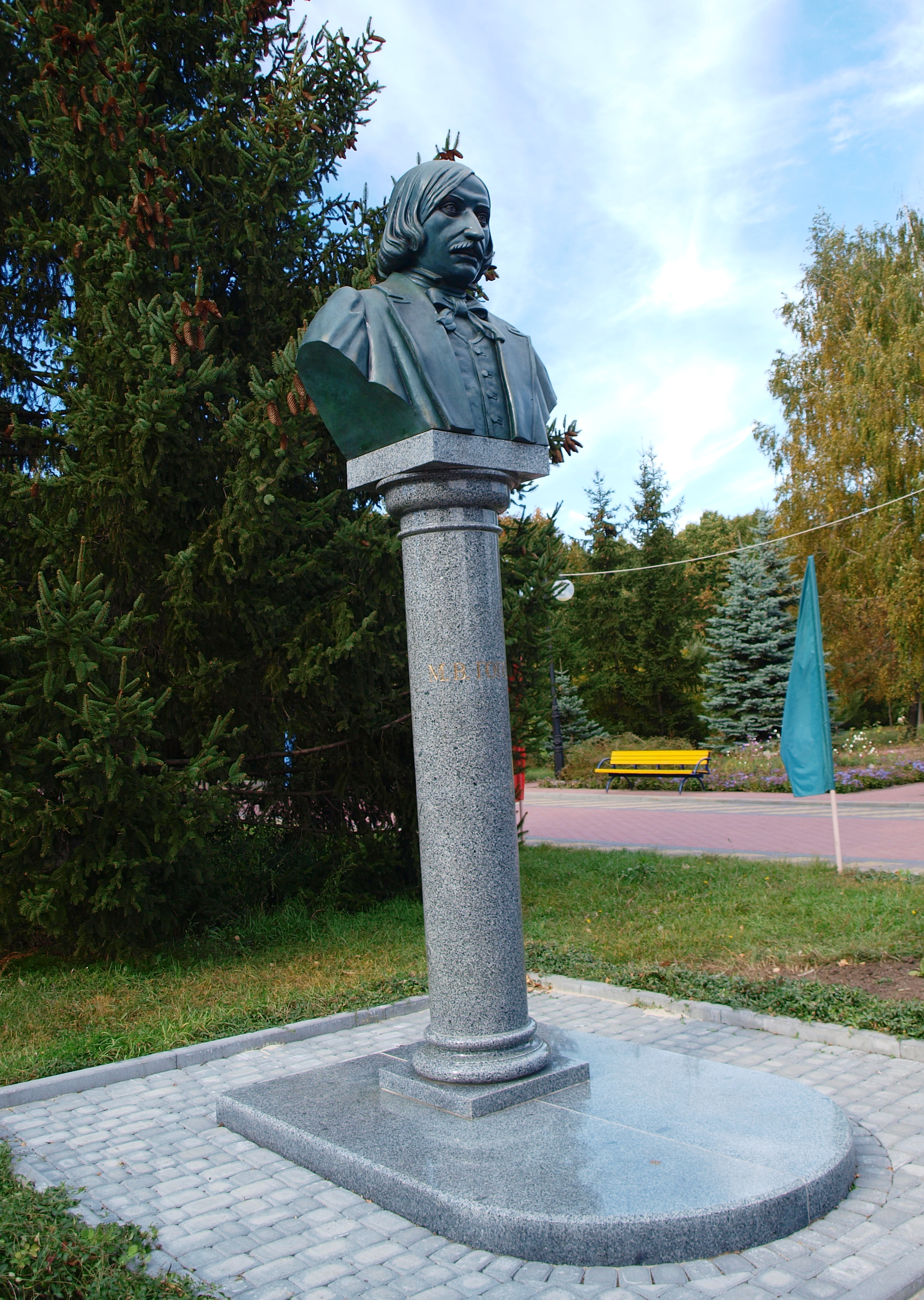